# Yukari Kinga
Yukari Kinga (近賀ゆかり, Kinga Yukari), née le 2 mai 1984 à Yokohama, est une footballeuse internationale japonaise évoluant au poste de défenseur. Elle évolue en 2011 à l'INAC Leonessa et compte 87 sélections et 5 buts en équipe du Japon.

## Biographie

### Carrière internationale
Yukari Kinga fait partie du groupe japonais présent lors de la Coupe du monde de football féminin des moins de 19 ans 2002 qui termine son parcours en quarts de finale. Elle fait ses débuts en équipe première en 2005. Lors de la Coupe du monde de football féminin 2007, elle joue les trois matchs du premier tour. Elle est présente aux Jeux olympiques de 2008, jouant six matchs et marquant un but lors du premier tour contre la Norvège. Les Japonaises se classent quatrièmes du tournoi olympique. Yukari Kinga joue la Coupe du monde de football féminin 2011, du premier tour à la finale, remportée face aux États-Unis.

## Palmarès

### En club
- Championnat du Japon :
  - Champion : 2005, 2006, 2007, 2008, 2010, 2011, 2012, 2013.
- Coupe du Japon :
  - Vainqueur : 2004, 2005, 2007, 2008, 2009, 2011, 2012, 2013.
- Coupe de la Ligue japonaise :
  - Vainqueur : 2007, 2010, 2012.
- Coupe d'Angleterre :
  - Vainqueur : 2004.

### En sélection nationale
- Coupe du monde de football féminin 2011 :
  - Vainqueur : 2011.
- Jeux olympiques :
  - Finaliste : 2012.
- Jeux asiatiques :
  - Vainqueur : 2010.
- Coupe d'Asie de l'Est :
  - Vainqueur : 2008, 2010.